# Genetisk rekombination
Genetisk rekombination er produktion af afkom med en kombination af træk, som adskiller sig fra dem, der findes i begge forældre. I eukaryoter kan genetisk rekombination under meiose føre til en ny række af genetisk information, der kan overføres fra forældrene til afkommet. De fleste rekombinationet forekommer naturligt. Under meiose i eukaryoter involverer genetisk rekombination parring af homologe kromosomer.
Dette kan efterfølges af udveksling af DNA mellem kromosomerne. Udvekslingen af DNA'et kan forekomme uden fysisk udveksling (et afsnit af genetisk materiale er kopieret fra et kromosom til et andet, uden at det donerende kromosom ændres) eller ved brydning og gensammenbinding af DNA-strenge, som danner nye DNA-molekyler. Rekombination kan også forekomme under mitose i eukaryoter, hvor den almindeligvis involverer, at to søstre af kromosomer dannes via kromosomet replikeres. I dette tilfælde er nye kombinationer af alleler ikke producere, idet søsterkromosomer normalt er identiske. I meiose og mitose opstår rekombination mellem lignende molekyler af DNA (homologer). I meiose parres ikke-søster homologe kromosomer med hinanden, således at rekombination forekommer karakteristisk mellem homologer, som ikke er søstre. I begge meiotiske og mitotiske celler er rekombination mellem homologe kromosomer en fælles mekanisme, der anvendes i DNA-reparation. Genetisk rekombination og DNA-reparation forekommer også i bakterier og archaea, der anvender ukønnet formering.
Rekombination kan blive kunstrigt produceret i et laboratorium. Kendte tilfælde inkluderer fremstilling af rekombinant DNA til blandt andet vaccineudvikling.